# Ensemble autocatalytique
 (janvier 2024).
La mise en forme du texte ne suit pas les recommandations de Wikipédia : il faut le « wikifier ».
Les points d'amélioration suivants sont les cas les plus fréquents :
- Les titres sont pré-formatés par le logiciel. Ils ne sont ni en capitales, ni en gras.
- Le texte ne doit pas être écrit en capitales (les noms de famille non plus), ni en gras, ni en italique, ni en « petit »…
- Le gras n'est utilisé que pour surligner le titre de l'article dans l'introduction, une seule fois.
- L'italique est rarement utilisé : mots en langue étrangère, titres d'œuvres, noms de bateaux, etc.
- Les citations ne sont pas en italique mais en corps de texte normal. Elles sont entourées par des guillemets français : « et ».
- Les listes à puces sont à éviter, des paragraphes rédigés étant largement préférés. Les tableaux sont à réserver à la présentation de données structurées (résultats, etc.).
- Les appels de note de bas de page (petits chiffres en exposant, introduits par l'outil «  Source ») sont à placer entre la fin de phrase et le point final[comme ça].
- Les liens internes (vers d'autres articles de Wikipédia) sont à choisir avec parcimonie. Créez des liens vers des articles approfondissant le sujet. Les termes génériques sans rapport avec le sujet sont à éviter, ainsi que les répétitions de liens vers un même terme.
- Les liens externes sont à placer uniquement dans une section « Liens externes », à la fin de l'article. Ces liens sont à choisir avec parcimonie suivant les règles définies. Si un lien sert de source à l'article, son insertion dans le texte est à faire par les notes de bas de page.
- La présentation des références doit suivre les conventions bibliographiques. Il est recommandé d'utiliser les modèles {{Ouvrage}}, {{Chapitre}}, {{Article}}, {{Lien web}} et/ou {{Bibliographie}}. Le mode d'édition visuel peut mettre en forme automatiquement les références.
- Insérer une infobox (cadre d'informations à droite) n'est pas obligatoire pour parachever la mise en page.

Pour une aide détaillée, merci de consulter Aide:Wikification.
Si vous pensez que ces points ont été résolus, vous pouvez retirer ce bandeau et améliorer la mise en forme d'un autre article.
 (janvier 2024).
Si vous disposez d'ouvrages ou d'articles de référence ou si vous connaissez des sites web de qualité traitant du thème abordé ici, merci de compléter l'article en donnant les références utiles à sa vérifiabilité et en les liant à la section « Notes et références ».
Un ensemble autocatalytique est un système où les éléments qui le composent interagissent de manière à s'auto-catalyser, c'est-à-dire à se produire ou se reproduire mutuellement. Ces ensembles possèdent une propriété clé : la capacité à produire les composants nécessaires à leur propre maintenance et reproduction sans intervention extérieure. En d'autres termes, les produits générés par ce système servent de catalyseurs pour la formation de nouveaux produits.
Un exemple classique est le cycle de Krebs dans les cellules, où les produits intermédiaires générés alimentent le processus dans un cycle continu. Dans un contexte chimique, les réactions autocatalytiques peuvent se produire dans des systèmes comme la réaction de Belousov-Zhabotinsky, où certains produits de la réaction accélèrent cette même réaction.
Des modèles théoriques d'auto-réplication moléculaire dans des systèmes prébiotiques peuvent également illustrer des ensembles autocatalytiques, explorant comment les molécules simples pourraient s'assembler pour former des structures plus complexes, une étape clé dans l'émergence de la vie
Un exemple courant de réaction autocatalytique en chimie est la réaction de l'iodure d'hydrogène avec le peroxyde d'hydrogène, également connue sous le nom de réaction de Briggs-Rauscher. Dans cette réaction, l'iodure d'hydrogène réagit avec le peroxyde d'hydrogène en présence d'acide sulfurique et d'ions bisulfate.
La réaction produit de l'eau, du dioxygène et de l'iode. Cependant, l'iode forme un complexe avec l'amidon, lui donnant une couleur bleue. Ce complexe iodé réagit avec le peroxyde d'hydrogène pour reformer de l'iodure, relâchant l'iode, ce qui entraîne un changement de couleur du bleu au transparent.
Le peroxyde d'hydrogène est à la fois un réactif et un catalyseur dans cette réaction. Lorsque l'iode est libéré, il agit comme un catalyseur pour accélérer la réaction de décomposition du peroxyde d'hydrogène, créant ainsi une rétroaction positive où la production d'iode accélère la réaction. Cette réaction illustre le concept d'auto-catalyse où un produit de réaction agit comme catalyseur pour accélérer la réaction initiale.